# Joe Budden
Joe Budden, de son vrai nom Joseph Anthony Budden, né le 31 août 1980 à Spanish Harlem, New York, est un rappeur américain. 
Il est connu pour son single Pump It Up publié en 2003, extrait de son album homonyme, produit en partie par Just Blaze. Il est ancien membre du label Def Jam, qu'il quitte pour divergences personnelles. Après sa séparation avec Def Jam, il se lance dans l'enregistrement et la publication de mixtapes et d'albums dans des labels indépendants. Il publie l'album No Love Lost en 2013, puis Some Love Lost le 4 novembre 2014.

## Biographie
Joe Budden est né à Harlem, New York mais a grandi à Jersey City, dans le New Jersey. Peu intéressé par les études, il devient toxicomane. Une confrontation avec sa mère mène à son hospitalisation le 3 juillet 1997. Budden se lance dans le freestyle, d'abord à son lycée. Il participe finalement à quelques mixtapes de DJ Clue, DJ Kayslay et Cutmaster C.

### Premier album, Mood Muzik, et Def Jam (2003–2007)

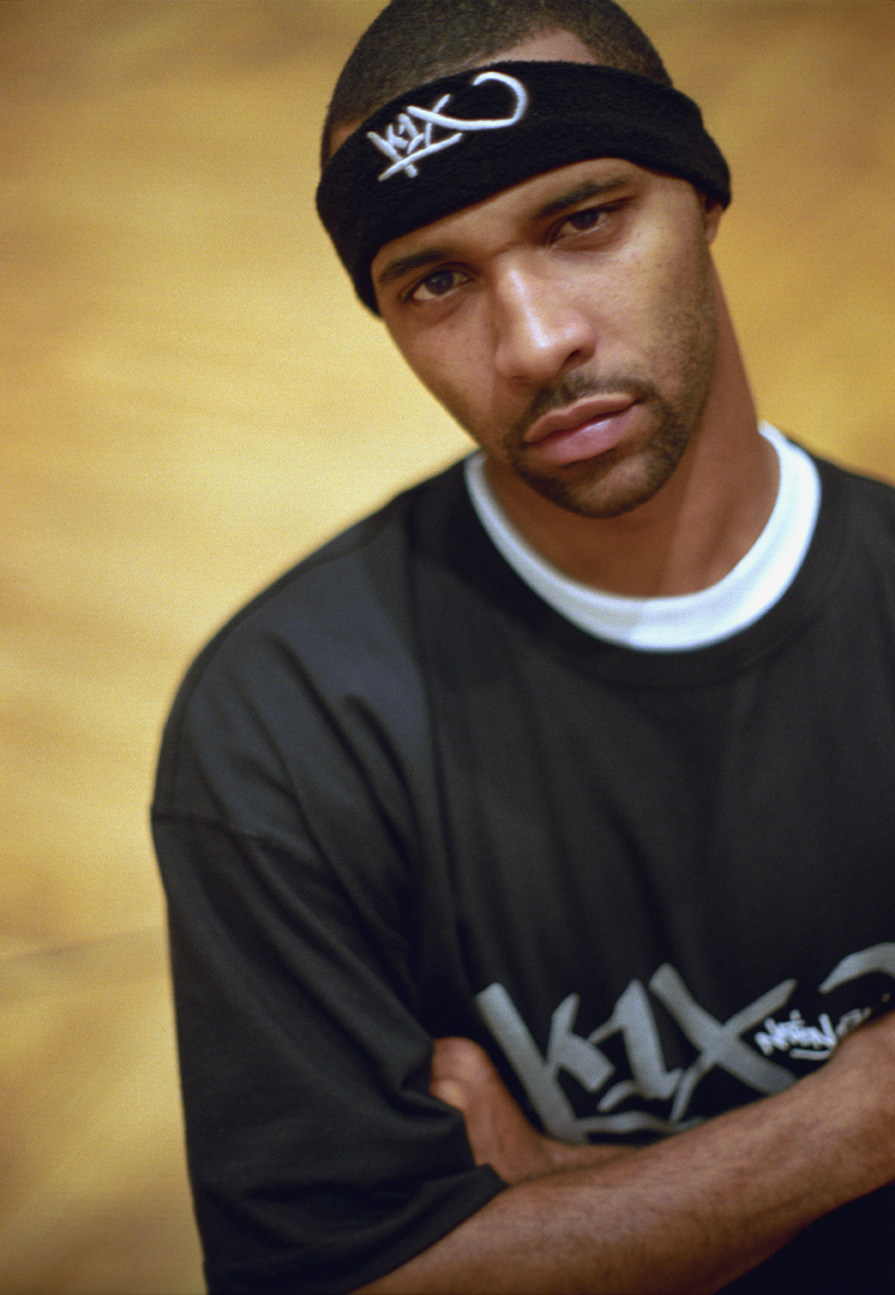
Joe Budden, en 2003.

En 2003, Budden publie son premier album solo, Joe Budden. Il contient le single Pump It Up, nommé aux Grammy Awards de 2003, et faisant partie de la bande originale 2 Fast 2 Furious et des jeux vidéo Def Jam Vendetta, Def Jam Fight for NY, et de Madden NFL 2004. Les titres Focus et Walk with Me sont également inclus dans le jeu et Budden y est jouable. Son deuxième single s'intitule Fire en featuring avec Busta Rhymes, inclus dans le film Mean Girls.
Budden devait publier un album intitulé The Growth, mais ne le sera pas à cause d'un désaccord financier entre Budden et Def Jam qui mène à la séparation des deux parties. Cependant, Budden réussit à publier le deuxième opus de sa série de mixtapes intitulées Mood Muzik.
En décembre 2007, Budden signe un contrat de plusieurs albums avec Amalgam Digital et publie son premier album indépendant Padded Room, puis Mood Muzik 3: The Album, Halfway House, et Escape Route.

### Slaughterhouse (2008–2012)
Budden s'associe avec Crooked I, Royce da 5'9", Joell Ortiz et Nino Bless pour une chanson intitulée Slaughterhouse sur l'un de ses albums chez Amalgam Digital, Halfway House. La chanson bien accueillie, Budden décide de former un groupe, sans Nino Bless, inspiré d'un titre qu'il a composé avec les membres. Budden publie son deuxième album intitulé Padded Room le 24 février 2009, et débute 42e du classement Billboard 200. Le groupe publie plusieurs chansons au début de 2009, qui mènent à la publication de leur premier album Slaughterhouse, publié sur le label E1 le 11 août 2009. L'album fait participer The Alchemist, DJ Khalil, Mr. Porter, Streetrunner, Pharoahe Monch, K. Young, et The New Royales.
Le groupe signe avec Shady Records le 12 janvier 2011.
Début 2012, Budden et Emanny s'associent avec quelques producteurs pour former le groupe SLV (Summer Leather Vest). Budden et Emanny en sont les deux chanteurs.
Slaughterhouse publie une mixtape intitulée On the House pour la promotion de leur deuxième album. Le groupe publie un second album chez Shady Records, Welcome to: Our House le 28 août 2012 ; l'album débute deuxième du Billboard 200 et fait participer Eminem, Skylar Grey, Busta Rhymes, Cee Lo Green, Swizz Beats et B.o.B, ainsi qu'Alex da Kid, StreetRunner, No I.D., AraabMuzik, et Mr. Porter à la production.

### No Love Lost,Some Love Lost, etAll Love Lost(depuis 2012)
Le 9 novembre 2012, DatPiff.com annonce la publication de A Loose Quarter le 23 novembre 2012, à minuit, mais il est publié trois jours avant,.
Le premier single extrait de l'album No Love Lost s'intitule She Don't Put It Down en featuring avec Lil Wayne et Tank. La chanson débute 96e du Billboard Hot 100 depuis le classement de son titre Pump It Up en 2003. Le second single s'intitule N.B.A. (Never Broke Again) avec Wiz Khalifa et French Montana. Budden publie les clips des titres She Don't Put It Down avec Tank, Fabolous et Lil Wayne,Castles, et N.B.A. (Never Broke Again) avec Wiz Khalifa et French Montana. L'album No Love Lost atteint la 5e place du Billboard 200 et fait participer Kirko Bangz, Slaughterhouse, Emanny, Juicy J, Lloyd Banks, Omarion ainsi que T-Minus, Boi-1da, Cardiak et Frequency à la production.
Le 26 août 2013, Joe Budden annonce un nouvel album solo intitulé All Love Lost. Avant l'album, Budden publie un EP intitulé Some Love Lost le 4 novembre 2014, bien accueilli par la presse spécialisée,.
Le 12 juillet 2014, Joe Budden participe à l'événement de battles Total Slaughter contre Hollow Da Don. Les juges donnent la victoire à Hollow à l'unanimité.
Le 1er juillet 2015, Budden publie sur Twitter la date de All Love Lost pour le 25 septembre 2015, et une nouvelle chanson sur SoundCloud intitulée F'em All.
En 2015 il participe à l'émission de téléréalité Couples Therapy 5 pour aider ces problèmes de couples avec sa petite amie Kaylin Garcia. L'ancienne top model Janice Dickinson et le chanteur Scott Stapp participent également au programme.
Pendant l'été 2016, Joe Budden engage une guerre sur les réseaux sociaux avec le célèbre rappeur Drake.

## Discographie

### Albums studio
- 2003 : Joe Budden
- 2009 : Padded Room
- 2013 : No Love Lost
- 2015 : All Love Lost
- 2016 : Rage & The Machine

### Albums indépendants
- 2007 : The Album Before the Album
- 2008 : Mood Muzik 3: The Album
- 2008 : Halfway House
- 2009 : Escape Route

### EPs
- 2014 : Some Love Lost

### Compilation
- 2012 : Mood Muzik: Boxset

### Mixtapes
- 2004 : Mood Muzik: The Worst of Joe Budden
- 2006 : Mood Muzik 2: Can It Get Any Worse?
- 2007 : Mood Muzik 3: For Better or for Worse
- 2007 : Mood Musik 3.5
- 2010 : Mood Muzik 4: A Turn 4 the Worst
- 2011 : Mood Musik 4.5: The Worst Is Yet to Come
- 2012 : A Loose Quarter

### Avec Slaughterhouse
- 2009 : Slaughterhouse
- 2011 : Slaughterhouse EP
- 2012 : On the House (mixtape)
- 2012 : Welcome to: Our House
- 2014 : House Rules (mixtape)